# Ceylonpapegaaiduif
De Ceylonpapegaaiduif (Treron pompadora) is een vogel uit de familie Columbidae (duiven).

## Verspreiding en leefgebied
Deze soort is endemisch in Sri Lanka.